# Леопард (фильм)
«Леопард» (итал. Il Gattopardo) — историческая киноэпопея Лукино Висконти, снятая в 1962 году по мотивам романа «Леопард» князя Джузеппе Томази ди Лампедуза. Действие разворачивается во времена Рисорджименто. Лента удостоена «Золотой пальмовой ветви» Каннского кинофестиваля 1963 года и считается одной из вершин мирового киноискусства. 

## Сюжет
Действие фильма разворачивается на фоне падения города Палермо и всего королевства Обеих Сицилий перед отрядами гарибальдийцев и последующего становления объединённой Италии. Княжеское семейство Салина, как и другие сицилийские аристократы, должно определиться со своим отношением к этим событиям — оплакивать падение Бурбонов или же продолжить традицию верной службы короне, но уже под флагами Савойской династии.
Глава семейства по прозвищу «Леопард» (Берт Ланкастер) остаётся верен девизу своих предков — «чтобы всё осталось по-прежнему, всё должно измениться» — и присягает на верность савойцам. Довольно скоро ему приходится столкнуться с последствиями своего решения: мир аристократии, к которому он принадлежит, неумолимо уходит в историю, а на смену леопардам приходят шакалы — ловкие дельцы-буржуа вроде нового мэра — дона Калоджеро.
Помимо внутренней эволюции стареющего князя-прагматика, фильм прослеживает судьбу его молодого и энергичного племянника Танкреди Фальконери (Ален Делон). Князь не сомневается, что его ждёт большое будущее на службе новому государству. Однако вместо влюблённой в него дочери князя молодой оппортунист сватается к прекрасной, хотя и несколько вульгарной дочери нувориша Калоджеро Седары — Анджелике (Клаудия Кардинале), и в этом князь оказывает ему всяческую поддержку, хотя ещё несколько лет назад никому и в голову не пришла бы возможность союза между отпрыском знатнейшего семейства и девушкой из крестьянской семьи.
Все нити повествования сходятся в 51-минутной сцене бала в одном из палермских палаццо, которая, по мысли режиссёра, должна производить на зрителя впечатление невыносимой духоты. Князь не находит себе места, на протяжении всей сцены бала он беспокойно бродит из комнаты в комнату, словно в поисках покоя. В отличие от книги, в фильме смерть князя не показана. И всё же сцена бала, задуманная в качестве повествовательного эпилога, не оставляет у зрителя сомнений в её близости: с его воспитанием и понятиями о чести князю никогда не приспособиться к миру, которым правят выскочки-нувориши.

## В ролях
| Актёр             | Роль                                             |
| ----------------- | ------------------------------------------------ |
| Берт Ланкастер    | князь дон Фабрицио Корбера ди Салина             |
| Клаудия Кардинале | Анджелика Седара / мать Анджелики Донна Бастиана |
| Ален Делон        | Танкреди Фальконери                              |
| Паоло Стоппа      | дон Калоджеро Седара                             |
| Рина Морелли      | княгиня Мария Стелла Салина                      |
| Ромоло Валли      | отец Пирроне                                     |
| Марио Джиротти    | граф Кавриаги                                    |
| Пьер Клеманти     | Франческо Паоло                                  |
| Джулиано Джемма   | Генерал армии Гарибальди                         |
| Иво Гаррани       | полковник Паллавичино                            |
| Ида Галли         | Каролина                                         |
| Оттавия Пикколо   | Катерина                                         |
| Серж Реджани      | дон Франческо Чиччо Тумео                        |
| Марино Мазе       | наставник Корбера                                |

## Съёмочная группа
- Автор произведения: Джузеппе Томази ди Лампедуза
- Авторы сценария: Сузо Чекки Д'Амико, Паскуале Феста-Кампаниле, Энрико Медиоли, Массимо Франчоза и Лукино Висконти
- Режиссёр: Лукино Висконти
- Продюсер: Гоффредо Ломбардо
- Оператор: Джузеппе Ротунно
- Классическая музыка: Джузеппе Верди Винченцо Беллини
- Оригинальная музыка: Нино Рота
- Художник: Марио Гарбулья
- Монтаж: Марио Серандреи
- Костюмы: Сартория Сафас, Пьеро Този и Реанда

## Работа над фильмом
Будучи представителем одного из древнейших родов Италии, Висконти всегда интересовался темами упадка и разложения семьи и того мира, в котором жили его предки. Князь Салина был для него в определённой степени alter ego. Ранее Висконти уже обращался к периоду Рисорджименто в биографическом фильме «Чувство» (1954). При работе над «Леопардом» Висконти подтвердил свою репутацию перфекциониста, воссоздавая канувший в лету мир европейской аристократии во всех его мельчайших деталях. Для этого потребовалось «обжить» несколько пустующих сицилийских дворцов и вернуть исторический облик одному из кварталов Палермо.
Первоначально Висконти планировал предложить главную роль Лоренсу Оливье или Николаю Черкасову. Присутствие американской звезды Берта Ланкастера на главной роли в «европейском» фильме объясняется тем, что столь масштабную постановку могла финансировать только голливудская киностудия — в данном случае 20th Century Fox — которая была заинтересована в кассовом успехе в том числе и в США, где описываемая эпоха мало кому известна. Ланкастер — бывший циркач из трущобного Гарлема — выступил в данном случае гарантом интереса американских зрителей. Он блестяще справился с ролью, взяв за образец аристократические манеры самого Висконти.

## Мнения и оценки
Если бы «Леопард» состоял только из сорокапятиминутной сцены бала, где по зеркальной галерее палаццо Ганджи под музыку вальса Верди томно кружатся, сжимая друг друга в объятиях, Делон с Кардинале, фильм все равно хотелось бы смотреть без конца. Бал решён в красном, белом, зелёном — цветах гарибальдийского знамени; к ним примешивается извечная желтизна выжженной сицилийской земли.
— Андрей Плахов, «Коммерсантъ»

По времени действия, масштабности и сюжету «Леопард» вызывает в памяти столь же полнокровное воскрешение осыпающегося мира знати — «Унесённые ветром». Однако «Леопард» полон недоговорённостей и созерцательности, в то время как «Унесённые ветром» динамичны и кипят страстями. <…> Много было написано по поводу не лишённой символизма панорамы запылённой и усталой семьи Салина, которые по прибытии в Доннафугату усаживаются в церкви и, кажется, превращаются в изваяния (или трупы), сливаясь со старинным барочным декором.
— Кевин Томас, Los Angeles Times

Герой Ланкастера существует в особой плоскости, действует исходя из моральных догматов, которые его современники не в состоянии ни разделить, ни постигнуть. Несмотря на физическую бодрость, есть в нём что-то отжившее, что-то поминальное. Мы видим его родственников безмолвно восседающими на скамьях фамильной капеллы. Их неподвижные тела и замершие лица ещё покрыты белой дорожной пылью — ни дать ни взять надгробные изваяния, подобные божествам в своём безмолвном покое, безвозвратно ушедшие в прошлое.
— Дэйв Кер, The New York Times

Подобно романам XIX века (вспоминается «Война и мир»), сочетавшим монументальный размах с насыщенностью деталями, фильм рисует крупные исторические события через призму того, как они переживаются отдельными индивидами… Музыка Нино Рота — словно симфония тех лет, которую вам не довелось слушать… Если бы в XIX веке снимали кино, то именно так оно бы и выглядело.
— Ричард Дайер, Британский институт кино

## Награды и номинации
Полный список наград и номинаций на сайте IMDb.
| Награды и номинации    | Награды и номинации                       | Награды и номинации                                                                             | Награды и номинации | Награды и номинации |
| Награда                | Категория                                 | Номинант                                                                                        | Результат           |                     |
| ---------------------- | ----------------------------------------- | ----------------------------------------------------------------------------------------------- | ------------------- | ------------------- |
| Каннский кинофестиваль | «Золотая пальмовая ветвь» за лучший фильм |                                                                                                 | Победа              |                     |
| Давид ди Донателло     | Лучшая работа продюсера                   | Гоффредо Ломбардо                                                                               | Победа              |                     |
| Серебряная лента       | Лучший режиссёр                           | Лукино Висконти                                                                                 | Номинация           |                     |
| Серебряная лента       | Лучший актёр второго плана                | Ромоло Валли                                                                                    | Номинация           |                     |
| Серебряная лента       | Лучшая актриса второго плана              | Рина Морелли                                                                                    | Номинация           |                     |
| Серебряная лента       | Лучший сценарий                           | Лукино Висконти, Сузо Чекки Д'Амико, Паскуале Феста-Кампаниле, Энрико Медиоли, Массимо Франчоза | Номинация           |                     |
| Серебряная лента       | Лучшая операторская работа                | Джузеппе Ротунно                                                                                | Победа              |                     |
| Серебряная лента       | Лучший художник-постановщик               | Марио Гарбулья                                                                                  | Победа              |                     |
| Серебряная лента       | Лучший дизайн костюмов                    | Пьеро Този                                                                                      | Победа              |                     |
| Премия Святого Георгия | Лучший иностранный фильм                  |                                                                                                 | Победа              |                     |
| Оскар                  | Лучший дизайн костюмов                    | Пьеро Този                                                                                      | Номинация           |                     |
| Золотой глобус         | Лучший актёрский дебют                    | Ален Делон                                                                                      | Номинация           |                     |

## Галерея
- Берт Ланкастер и Лукино Висконти (на переднем плане) во время съёмок «Леопарда»
- Кинотеатр на пьяцца Барберини в Риме с афишей фильма «Леопард» (1963)
- Афиши и кадры из фильма в кинотеатре Badia Grande, Шакка, Сицилия (2011)
- Костюмы актёров фильма в музее студии Чинечитта (2020)